# キックオフ!!F・マリノス
『キックオフ!!F・マリノス』は、tvkで放送されている横浜F・マリノス応援番組。略称「キクマリ」。

## 番組概要
日本サッカーリーグ時代に「日産FCサッカーダイジェスト（サッカーアワー）」として放送を開始して以来続く伝統の長寿番組。1998年までは「キックオフ!!マリノス」として放送された。Jリーグ発足以後は一時期1時間で放送していたこともあったが現在は毎週金曜22:00 - 22:30に放送されている。2007年7月にハイビジョン制作へ移行。2015年3月からtvkSKYタイム第1部として位置づけられていた。
なお、tvkは2005年2月1日付けの第三者割り当て増資に伴い横浜F・マリノスの出資スポンサー企業となった。
2017年より「Spirit ベルマーレTV」が月1回の放送となり、「ファイト!川崎フロンターレ」も2025年1月いっぱいで打ち切られたため、前述のtvkSKYタイムを構成していた番組では唯一レギュラー放送を継続する番組となった。

## 司会

### 現在
- 波戸康広（2015年1月9日 - ）
- 小山愛理（2015年1月9日 - ）

### 過去
- 水沼貴史（2006年1月をもってマリノスコーチ就任のため降板）
- 鈴木正治（2006年2月 - 2014年12月26日)
- 三崎幸恵（tvkアナウンサー。2008年1月11日放送をもって降板）
- 江川曜子（2008年1月18日 - 2011年1月14日)
- 鷲尾春果（2011年1月21日 - 2014年4月4日）
- 佐藤亜樹（tvkアナウンサー。2014年4月11日 - 12月26日）

## 備考
- 日本リーグ時代の「日産FCアワー」の時代は加茂周ら日産FCの監督が自ら出演し、指揮者の立場で見た試合分析を紹介し注目された。
- 2023年3月20日から同月31日まで、tvk開局50周年記念イベントの一環として、期間限定で在京民放キー局5社が共同運営しているTVerでの配信を行った[1][2]。なお、本番組は日本テレビが運営している無料動画配信サービス「日テレ無料TADA!」に提供しており、TVerでは更にその供給を受ける形で配信されている。この経緯から、TVerでは日本テレビ系列の番組として扱われていた[3]。